# Macrodactylus elegans
Macrodactylus elegans är en skalbaggsart som beskrevs av Nonfried 1894. Macrodactylus elegans ingår i släktet Macrodactylus och familjen Melolonthidae. Inga underarter finns listade i Catalogue of Life.